# Johann Hermann Schrader

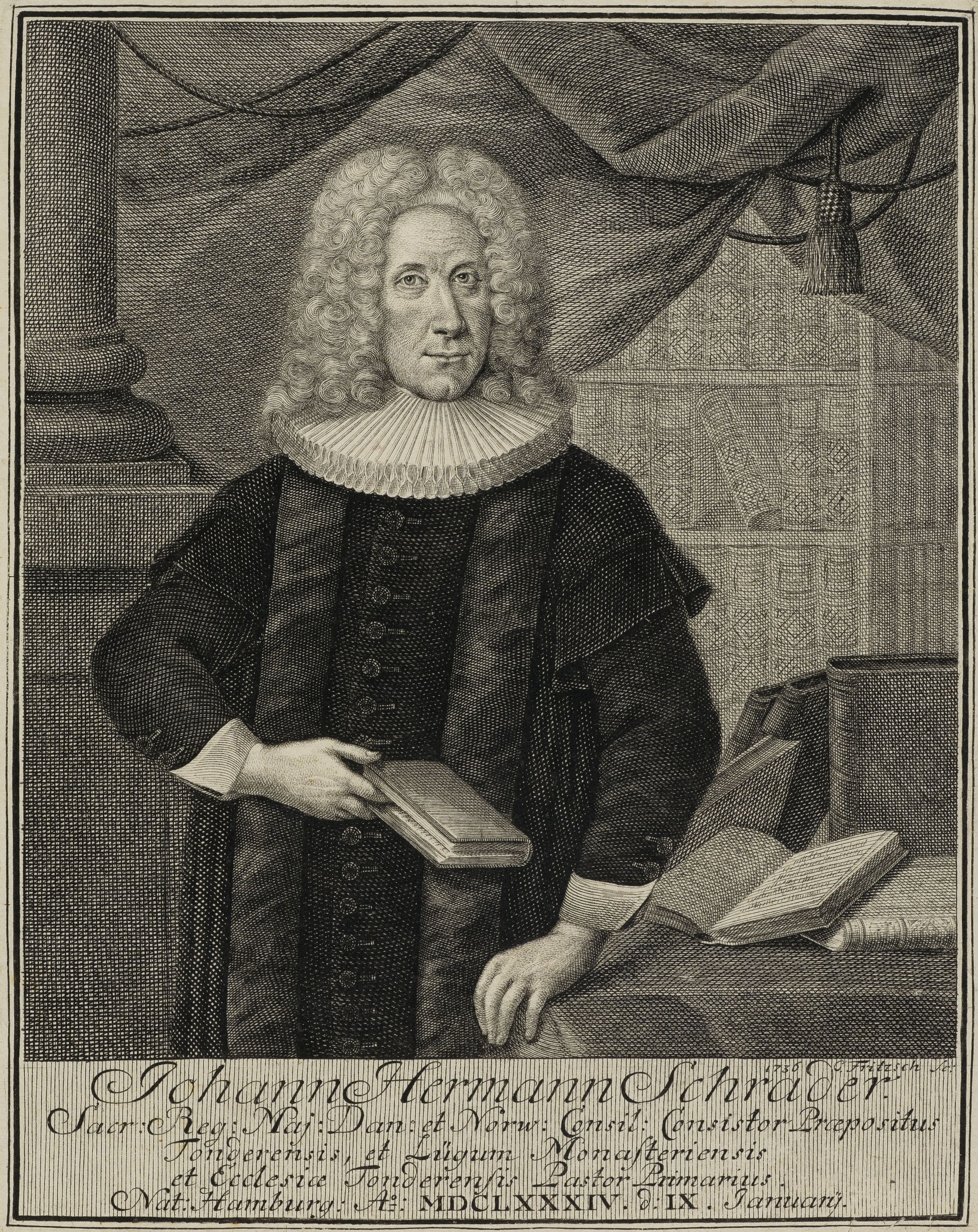
Johann Hermann Schrader, Kupferstich von Christian Fritzsch (1736)

Johann Hermann Schrader (* 9. Januar 1684 in Hamburg; † 21. Oktober 1737) war ein deutscher evangelischer Pfarrer und Kirchenlieddichter.

## Leben
Schraders Vater war Schlosser, starb aber bald nach der Geburt seines Sohnes. Schrader besuchte das Gymnasium und das Johanneum in Hamburg und studierte anschließend Theologie an der Universität Rostock. 1709 wurde er Hauslehrer in Kopenhagen, 1713 wurde er dann Hofmeister der dänischen Kronprinzessin Charlotte Amalie. 1722 wurde Schrader zum Hauptpastor in Oldesloe ernannt, 1728 wurde er dann Propst und Hauptpastor in Tondern. Schrader war Anhänger des Pietismus und nahm aktiv an Synoden teil. 1735 wurde er zum wirklichen Konsistorialrat und Mitglied des Oberkonsistoriums auf Schloss Gottorf ernannt.

## Werke (Auswahl)
- Kurtze ... Antritts-Predigt ... bey seiner Introduction zu dem Haupt-Pastorat in Tundern am Sonntage Mis... Dom... 1728, Tondern 1728.
- Vollständiges Gesang-Buch, in einer Sammlung Alter und Neuer Geistreichen Lieder, : Der Gemeinde Gottes zu Tondern zur Beförderung der Andacht ... gewiedmet. Tondern 1731 (Digitalisat).
- Die Herrlichkeit des grossen Gottes, in der Nachmittags Predigt am Feste der Heil. Drey-Einigkeit .... Königliches Waisen-Haus, Kopenhagen 1734.
- Erbauliche Predigten Von Göttlichen Rührungen, sorgfältiger Bewahrung der Gnade, Wie auch Von Hohen Geistlichen Anfechtungen .... Jäger, Bremen 1734 (Digitalisat).
- Naadens omhyggelige bevaring. Tondern 1735.
- Salighedens orden eller vejen til salighed. Tondern 1735.
- Die göttlichen Rührungen und Buss-Bewegungen in den Hertzen der Menschen... Predigt am Feste der Erscheinung Christi. 1735.
- Die Gnade und Wahrheit, die durch Christum worden ist, bey den ordentlichen Sonn- und Festtagsvangelien, nebst 4 Passionspredigten vorgetragen, .... 2 Bde. Rüdiger, Frankfurt 1736.
- Den nodwendige nidkierhed i christendommen. Tondern 1736.
- Des Königlichen Synodi zu Rendsburg wohlgemeynte und hertzliche Ansprache, an Sämtliche Lehrer der beyden Hertzogthümer Schleswig und Holstein. Heinrich Christian Hülle, Altona 1737 (Digitalisat).